# Jean Marlin

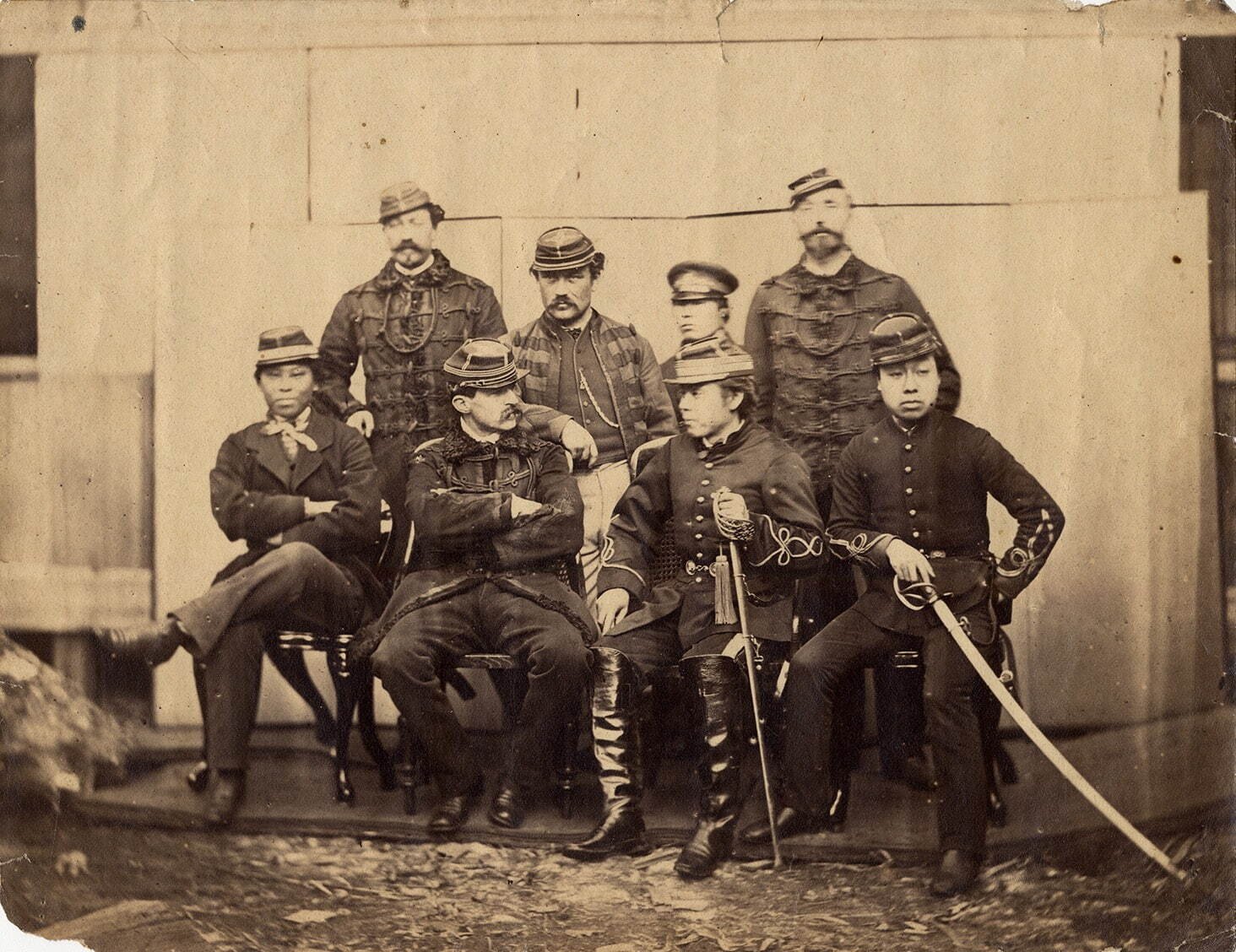
Os conselheiros militares franceses e seus aliados japoneses, em Ezo (Hokkaido). Jean Marlin é o segundo a partir da esquerda na fila de trás.

Jean Marlin (1833-1872) foi um oficial não comissionado que participou da Primeira Missão Militar Francesa ao Japão em 1867.